# Angitula willeyi
Angitula willeyi är en tvåvingeart som beskrevs av Sharp 1899. Angitula willeyi ingår i släktet Angitula och familjen bredmunsflugor. Inga underarter finns listade i Catalogue of Life.